# Agnieszka Bałut
Agnieszka Bałut (ur. 3 lutego 1965 r. w Warszawie) – fotografka, malarka i dziennikarka. Mieszka i pracuje w Rio de Janeiro. Uprawia fotografię kreacyjną. W dorobku wiele wystaw indywidualnych. Udział w wystawach zbiorowych. Stosuje technikę cyfrową do przetwarzania fotografii.

## Życiorys
W 1995 roku ukończyła biologię na Uniwersytecie Łódzkim na Wydziale Biologii i Nauk o Ziemi. W roku 1998 ukończyła dziennikarstwo w Centrum Dziennikarstwa (The Warsaw Journalism Center) w Warszawie.
W roku 1998 wyjechała na stałe do Rio de Janeiro (Brazylia)
W roku 2000 ukończyła dwuletnie studia języka portugalskiego na Uniwersytecie Federalnym w Rio de Janeiro (UFRJ).
W latach 2000–2002 zrobiła specjalizację z dziennikarstwa telewizyjnego na Uniwersytecie Estácio de Sá w Rio de Janeiro.
- 1994-1998 pracowała jako reporter telewizyjnych Wiadomości Programu Pierwszego TVP
- 1995-1996 była reporterem programu publicystycznego W Centrum Uwagi
- 1996-1998 pisała do gazety Życie
- 1997-1998 była reporterem programu kulturalnego Panteon
- 1998-2006 pracowała społecznie i charytatywnie w dzielnicach biedoty (Complexo da Maré), w Rio de Janeiro.
- 2006-2008 wykładała krótkie formy filmowe i audiowizualne oraz fotografię prasową na Fakultecie CCAA w Rio de Janeiro.
- 2008-2009 sekretarz Redakcji Tygodnika Podlaskiego.

Autorka projektów graficznych okładek książek i wielu artykułów. Pracuje dla niezależnych produkcji telewizyjnych.
Wykłada dziennikarstwo i multimedia na Uniwersytecie CCAA w Rio de Janeiro.

## Nagrody
- W dniu 29 listopada 2004 roku otrzymała dyplom "Moção" od Rady Miasta Rio de Janeiro (Câmara Muncipal do Rio de Janeiro), za pracę charytatywną, jaką wykonywała w dzielnicach biedoty (favelas do Complexo da Maré) w latach 1998-2004.

## Ważniejsze wystawy
- De Visu (Francja 2005)[2].
- Saatchi-Gallery (Wielka Brytania 2005)[3].
- Biało-Czerwona (Polska-Warszawa 2006)[4].
- ItisPhoto (Francja 2006)[5].
- Creanum-Belgium (Belgia 2005)Agnieszka Balut [online], www.creanum-belgium.com, 25 października 2007 [zarchiwizowane z adresu 2007-10-25] (fr.).
- Profotos (USA 2004)[6].

## Publikacje
Artykuły
- A imagem fotográfica - alguns aspectos
- A teoria realista do cinema
- Análise do filme

Czasopisma
- WorldUnity2006